# PEC in het seizoen 1927/28
Het seizoen 1927/1928 was het 18e jaar in het bestaan van de Zwolse voetbalclub PEC. De club kwam uit in de Tweede Klasse Oost A en nam ook deel aan het toernooi om de NVB beker.

## Wedstrijdstatistieken

### Tweede Klasse A
| Geel-Zwart                                                |                                                                                            |                                                                                             |                                                                      |
|                                                           | PEC                                                                                        | 10 – 4 (7 – 3)                                                                              | Geel-Zwart                                                           |
| 28 mei 1928 Plaats: Zwolle Sportpark De Vrolijkheid       | Huub Pallandt Wim de Bruyn Huub Pallandt Wim de Bruyn Philip de Bruyn Jo Poulussen         |                                                                                             | (pen) Bouwmeester Kamphuis Groothuis                                 |
|                                                           | Geel-Zwart                                                                                 | 2 – 2 (1 – 0)                                                                               | PEC                                                                  |
| 2 oktober 1927 Plaats: Enschede Sportpark Kuipersdijk     | Kamphuis                                                                                   |                                                                                             | Jan Manni Huub Pallandt                                              |
| G.O.L.T.O.                                                |                                                                                            |                                                                                             |                                                                      |
|                                                           | PEC                                                                                        | 6 – 1 (1 – 0)                                                                               | G.O.L.T.O.                                                           |
| 27 november 1927 Plaats: Zwolle Sportpark De Vrolijkheid  | Lourens van der Bend Wim de Bruyn Philip de Bruyn Wim de Bruyn Joop Albrecht Huub Pallandt |                                                                                             |                                                                      |
|                                                           | G.O.L.T.O.                                                                                 | 0 – 5 (0 – 2)                                                                               | PEC                                                                  |
| 4 maart 1928 Plaats: Hengelo Sportpark G.O.L.T.O.         |                                                                                            |                                                                                             | Wim de Bruyn Philip de Bruyn Jan Manni Philip de Bruyn Huub Pallandt |
| K.H.C.                                                    |                                                                                            |                                                                                             |                                                                      |
|                                                           | PEC                                                                                        | 2 – 3 (0 – 3)                                                                               | VV KHC                                                               |
| 11 september 1927 Plaats: Zwolle Sportpark De Vrolijkheid | Philip de Bruyn Huub Pallandt                                                              | Wedstrijd is ongeldig verklaard wegens het mee spelen van een ongerechtigde speler van KHC. | Schemmekes Mandos                                                    |
|                                                           | VV KHC                                                                                     | 0 – 1 (0 – 1)                                                                               | PEC                                                                  |
| 4 december 1927 Plaats: Kampen Sportpark aan de Plas      |                                                                                            |                                                                                             | 20' Wim de Bruyn                                                     |
| Rigtersbleek                                              |                                                                                            |                                                                                             |                                                                      |
|                                                           | PEC                                                                                        | 4 – 1 (0 – 0)                                                                               | vv Rigtersbleek                                                      |
| 11 december 1927 Plaats: Zwolle Sportpark De Vrolijkheid  | Philip de Bruyn                                                                            |                                                                                             | Veld                                                                 |
|                                                           | vv Rigtersbleek                                                                            | 4 – 0 (3 – 0)                                                                               | PEC                                                                  |
| 20 november 1927 Plaats: Enschede Sportpark Rigtersbleek  | Bruggeman Corrie Meere Oelen Ras                                                           |                                                                                             |                                                                      |
| R.O.D.A.                                                  |                                                                                            |                                                                                             |                                                                      |
|                                                           | PEC                                                                                        | 5 – 5 (3 – 2)                                                                               | RODA                                                                 |
| 1 april 1928 Plaats: Zwolle Sportpark De Vrolijkheid      | Huub Pallandt Philip de Bruyn Huub Pallandt Philip de Bruyn Wim de Bruyn                   |                                                                                             | Tempelaars J van Weenum Klein Onstenk J van Weenum Tempelaars        |
|                                                           | RODA                                                                                       | 3 – 5 (0 – 3)                                                                               | PEC                                                                  |
| 18 september 1927 Plaats: Deventer Sportpark R.O.D.A.     | Weenum Weijs Weenum                                                                        |                                                                                             | Joop Albrecht Philip de Bruyn                                        |
| HVV Tubantia                                              |                                                                                            |                                                                                             |                                                                      |
|                                                           | PEC                                                                                        | 2 – 3 (0 – 0)                                                                               | HVV Tubantia                                                         |
| 24 juni 1928 Plaats: Zwolle Sportpark De Vrolijkheid      | Huub Pallandt Harry Zilverberg                                                             |                                                                                             | Elbert Nijhof Snellink                                               |
|                                                           | HVV Tubantia                                                                               | 2 – 1 (1 – 1)                                                                               | PEC                                                                  |
| 16 oktober 1927 Plaats: Hengelo Sportpark De Bijenkorf    | Nijhof Nijhof (pen)                                                                        |                                                                                             | (e.d.) Severein                                                      |
| Zwolsche Boys                                             |                                                                                            |                                                                                             |                                                                      |
|                                                           | PEC                                                                                        | 1 – 1 (0 – 1)                                                                               | Zwolsche Boys                                                        |
| 9 oktober 1927 Plaats: Zwolle Sportpark De Vrolijkheid    | Huub Pallandt                                                                              | Zwolse derby                                                                                | Thijs van der Tweel                                                  |
|                                                           | Zwolsche Boys                                                                              | 1 – 2 (1 – 1)                                                                               | PEC                                                                  |
| 15 januari 1928 Plaats: Zwolle Sportpark Veerallee        | Kees van Munster                                                                           | Zwolse derby                                                                                | Wim de Bruyn Philip de Bruyn                                         |
| HVV Hengelo                                               |                                                                                            |                                                                                             |                                                                      |
|                                                           | PEC                                                                                        | 4 – 1 (1 – 0)                                                                               | HVV Hengelo                                                          |
| 25 september 1927 Plaats: Zwolle Sportpark De Vrolijkheid | Huub Pallandt (pen) Huub Pallandt (pen) Jan Manni                                          |                                                                                             | van der Brake                                                        |
|                                                           | HVV Hengelo                                                                                | 4 – 1 (0 – 1)                                                                               | PEC                                                                  |
| 5 februari 1928 Plaats: Hengelo Sportpark De Waarbeek     | Winkels Hulshof Eijsink (pen)                                                              |                                                                                             | Joop Albrecht                                                        |
| Germanicus                                                |                                                                                            |                                                                                             |                                                                      |
|                                                           | PEC                                                                                        | 4 – 0 (3 – 0)                                                                               | CVV Germanicus                                                       |
| 23 oktober 1927 Plaats: Zwolle Sportpark De Vrolijkheid   | Joop Albregt de Bruyn Huub Pallandt                                                        |                                                                                             |                                                                      |
|                                                           | CVV Germanicus                                                                             | 2 – 3 (0 – 2)                                                                               | PEC                                                                  |
| 30 oktober 1927 Plaats: Coevorden Sportpark de Pampert    | Kalter Vinke (pen)                                                                         |                                                                                             | de Bruyn Joop Albregt Jan Manni                                      |

### NVB beker
| 2e ronde                                                      | Theothorne                                                                         | 2 – 7 (? – ?) | P.E.C.                                                     |
| 9 april 1928 Plaats: Dieren Sportpark Theothorne              |                                                                                    |               |                                                            |
| 3e ronde                                                      | Geel-Zwart                                                                         | 1 – 4 (0 – 2) | P.E.C.                                                     |
| 29 april 1928 Plaats: Enschede Sportpark Kuipersdijk          | Scholten 60'                                                                       |               | 15' Zweers Evers Philip de Bruyn                           |
| 4e ronde                                                      | P.E.C.                                                                             | 7 – 1 (3 – 1) | GVAV                                                       |
| 6 mei 1928 Plaats: Zwolle Sportpark De Vrolijkheid            | Joop Albrecht Philip de Bruyn Huub Pallandt Joop Albregt Wim de Bruyn Zweers Evers |               | Tonners                                                    |
| Tussenronde                                                   | VV Leeuwarden                                                                      | 0 – 4 (0 – 0) | P.E.C.                                                     |
| 13 mei 1928 Plaats: Leeuwarden Gemeentelijk Sportpark Cambuur |                                                                                    |               | Huub Pallandt Philip de Bruyn Huub Pallandt                |
| Achtste finale                                                | P.E.C.                                                                             | 6 – 2 (4 – 0) | Be Quick 1887                                              |
| 17 mei 1928 Plaats: Zwolle Sportpark De Vrolijkheid           | Zweers Evers Joop Albregt Huub Pallandt Lagerweij (e.d.)                           |               | Appie Groen                                                |
| Kwartfinale                                                   | Enschedese Boys                                                                    | 0 – 1 (0 – 0) | P.E.C.                                                     |
| 20 mei 1928 Plaats: Enschede Volkspark                        |                                                                                    |               | 86' Wim de Bruyn                                           |
| Halve finale                                                  | P.E.C.                                                                             | 5 – 1 (1 – 1) | CVV Mercurius                                              |
| 3 juni 1928 Plaats: Arnhem Monnikenhuize                      | Philip de Bruyn 5' Joop Albrecht Wim de Bruyn                                      |               | Proost                                                     |
| Finale                                                        | P.E.C.                                                                             | 0 – 2 (0 – 1) | RCH                                                        |
| 17 juni 1928 Plaats: Hilversum Sportpark Berestein            |                                                                                    |               | 30' (e.d.) Lourents van der Bend 70' (e.d.) Baaye de Groot |

## Selectie

### Selectie 1927/28
| Nat.               | Naam                  | Competitie | Competitie | Beker   | Beker   | Totaal  | Totaal  | Seizoen | Vorige club |         |         |         |         |         |
| Nat.               | Naam                  | W          |            | W       |         | W       |         | Seizoen | Vorige club |         |         |         |         |         |
| Doelman            | Doelman               | Doelman    | Doelman    | Doelman | Doelman | Doelman | Doelman | Doelman | Doelman     | Doelman | Doelman | Doelman | Doelman | Doelman |
| ------------------ | --------------------- | ---------- | ---------- | ------- | ------- | ------- | ------- | ------- | ----------- | ------- | ------- | ------- | ------- | ------- |
| Vlag van Nederland | Jos de Bont           | –          | –          | –       | –       | –       | –       | –       | Onbekend    |         |         |         |         |         |
| Veldspelers        |                       |            |            |         |         |         |         |         |             |         |         |         |         |         |
| Vlag van Nederland | Eef Admiraal          | –          | –          | –       | –       | –       | –       | –       | Onbekend    |         |         |         |         |         |
| Vlag van Nederland | Baaye de Groot        | –          | –          | –       | –       | –       | –       | –       | Onbekend    |         |         |         |         |         |
| Vlag van Nederland | Huub Pallandt         | –          | –          | –       | –       | –       | –       | –       | Onbekend    |         |         |         |         |         |
| Vlag van Nederland | Jan van der Gronde    | –          | –          | –       | –       | –       | –       | –       | Onbekend    |         |         |         |         |         |
| Vlag van Nederland | Wim de Bruyn          | –          | –          | –       | –       | –       | –       | –       | Onbekend    |         |         |         |         |         |
| Vlag van Nederland | Lourents van der Bend | –          | –          | –       | –       | –       | –       | –       | Onbekend    |         |         |         |         |         |
| Vlag van Nederland | Zweers Evers          | –          | –          | –       | –       | –       | –       | –       | Onbekend    |         |         |         |         |         |
| Vlag van Nederland | Philip de Bruyn       | –          | –          | –       | –       | –       | –       | –       | Onbekend    |         |         |         |         |         |
| Vlag van Nederland | Jan Manni             | –          | –          | –       | –       | –       | –       | –       | Onbekend    |         |         |         |         |         |
| Vlag van Nederland | Jaap Albrecht         | –          | –          | –       | –       | –       | –       | –       | Onbekend    |         |         |         |         |         |
| Nat.               | Naam                  | W          |            | W       |         | W       |         | Seizoen | Vorige club |         |         |         |         |         |
| Nat.               | Naam                  | Competitie | Competitie | Beker   | Beker   | Totaal  | Totaal  | Seizoen | Vorige club |         |         |         |         |         |

## Statistieken PEC 1927/1928

### Eindstand PEC in de Nederlandse Tweede Klasse 1927 / 1928
| Stand | Gespeeld | Gewonnen | Gelijk | Verloren | Punten | Doelpunten voor | Doelpunten tegen |
| ----- | -------- | -------- | ------ | -------- | ------ | --------------- | ---------------- |
| 2e    | 17       | 10       | 3      | 4        | 23     | 56              | 34               |

### Punten per tegenstander
|       | Geel-Zwart | G.O.L.T.O. | K.H.C. | Rigtersbleek | R.O.D.A. | Tubantia | Zwolsche Boys | Hengelo | Germanicus |
| ----- | ---------- | ---------- | ------ | ------------ | -------- | -------- | ------------- | ------- | ---------- |
| Thuis | 2          | 2          | 0*     | 2            | 1        | 0        | 1             | 2       | 2          |
| Uit   | 1          | 2          | 2      | 0            | 2        | 0        | 2             | 0       | 2          |

### Doelpunten per tegenstander
|       | Geel-Zwart | G.O.L.T.O. | K.H.C. | Rigtersbleek | R.O.D.A. | Tubantia | Zwolsche Boys | Hengelo | Germanicus | Totaal |
| ----- | ---------- | ---------- | ------ | ------------ | -------- | -------- | ------------- | ------- | ---------- | ------ |
| Thuis | 10         | 6          | 2*     | 4            | 5        | 2        | 1             | 4       | 4          | 36     |
| Uit   | 2          | 5          | 1      | 0            | 5        | 1        | 2             | 1       | 3          | 20     |
|       |            |            |        |              |          |          |               |         |            | 56     |